# 萊克縣 (俄勒岡州)
萊克縣（英語：Lake County，又譯湖縣）是美国俄勒冈州南部的一個縣，南臨内华达州和加利福尼亚州，位於高地沙漠內，面積21,648平方公里。根據2020年人口普查，全縣共有人口8,160人。萊克縣的縣治為拉克夫由。萊克縣成立於1874年10月24日，縣名來自成立之初所轄的湖泊，而這些湖泊包括麥可卡湖、哈特湖水庫和鵝湖。

## 地理

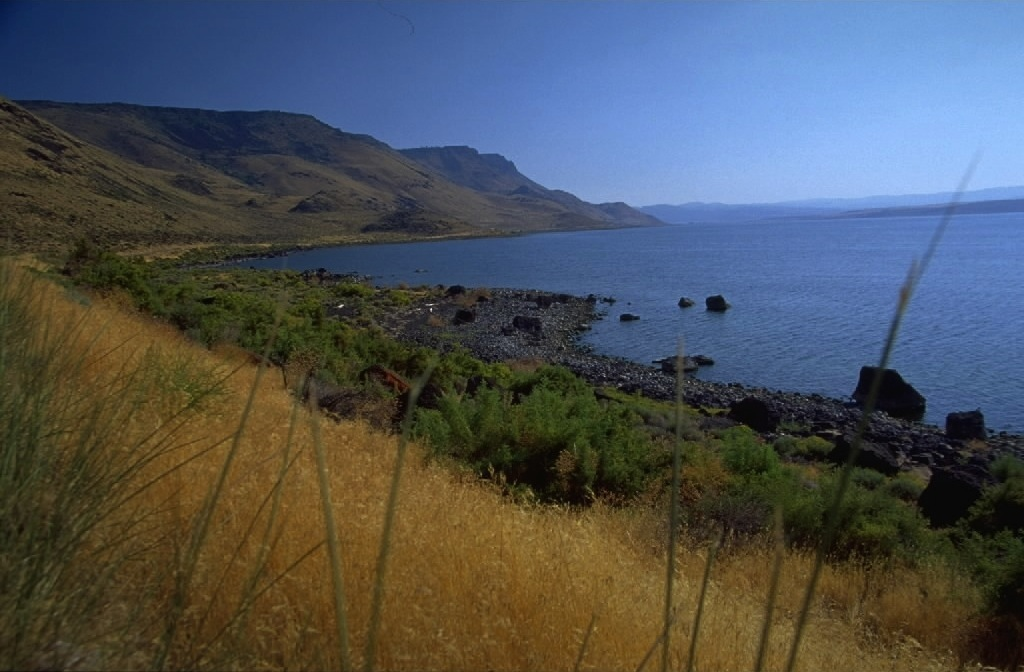
麥可卡湖東岸

根據2000年人口普查，萊克縣的面積為8,358平方英里（21,650平方），其中有8,136平方英里（21,070平方），即97.67%為陸地；223平方英里（580平方），即2.66%為水域。而萊克縣的海拔為4,130至8,446英尺（1,259至2,574）。

### 流域
有12個流域位於萊克縣內。
- 海狸-南福克流域
- 鵝湖流域
- 鳥糞流域
- 麥可卡湖流域
- 小迪修特斯流域
- 失落流域
- 下彎曲流域
- 白銀流域
- 斯普拉格流域
- 夏季湖流域
- 華納湖流域
- 威廉姆森流域

### 毗鄰縣
- 德舒特縣：北方
- 克拉馬斯縣：西方
- 哈尼縣：東方
- 莫多克縣：南方
- 瓦肖县：南方

### 國家保護區
- 德舒特國家森林公園（部分）
- 弗里蒙特國家森林公園（部分）
- 哈特山國家羚羊保護區
- 謝爾頓國家野生動物保護區（部分）

## 人口
| 调查年            | 人口  | 备注 | %±     |
| ----------------- | ----- | ---- | ------ |
| 1880              | 2,804 |      | —      |
| 1890              | 2,604 |      | −7.1%  |
| 1900              | 2,847 |      | 9.3%   |
| 1910              | 4,658 |      | 63.6%  |
| 1920              | 3,991 |      | −14.3% |
| 1930              | 4,833 |      | 21.1%  |
| 1940              | 6,293 |      | 30.2%  |
| 1950              | 6,649 |      | 5.7%   |
| 1960              | 7,158 |      | 7.7%   |
| 1970              | 6,343 |      | −11.4% |
| 1980              | 7,532 |      | 18.7%  |
| 1990              | 7,186 |      | −4.6%  |
| 2000              | 7,422 |      | 3.3%   |
| 2010              | 7,895 |      | 6.4%   |
| [ 6 ] [ 7 ] [ 8 ] |       |      |        |

根據2000年人口普查，萊克縣擁有7,422居民、3,084住戶和2,152家庭。其人口密度為每平方英里1居民（每平方公里0.37居民）。萊克縣擁有3,999間房屋单位，其密度為每平方英里0.48間（每平方公里0.18間）。萊克縣的人口是由90.97%白人、0.13%黑人、2.37%土著、0.71%亞裔、0.13%太平洋岛民、3.19%其他種族和2.48%混血构成。而西班牙裔或拉丁美洲人佔了人口5.44%。在90.97%白人當中，有14.1%為爱尔兰人、13.8%德國人以及11.8%為英国人。在7,422居民當中，有95.9%母語為英语以及3.6%為西班牙语。
在3,084住户中，有29%擁有一個或以上的兒童（18歲以下）、58.6%為夫妻、7.5%為單親家庭、30.2%為非家庭、23.70%住户為獨居，12.00%住户有同居長者。平均每戶有2.39人，而平均每個家庭則有2.84人。在7,422居民中，有24.9%為18歲以下、5.1%為18至24歲、24.3%為25至44歲、28.1%為45至64歲以及17.7%為65歲以上。人口的年齡中位數為43歲，每100個女性就有100.5個男性。而每100個成年女性（18歲以上）就有98.3個成年男性。
萊克縣的住戶收入中位數為$29,506，而家庭收入中位數則為$36,182。男性的收入中位數為$29,454，而女性的收入中位數則為$23,475。萊克縣的人均所得為$16,136。約13.40%家庭和16.10%人口在貧窮線以下，包括20.4%兒童（18歲以下）及9.5%長者（65歲以上）。